# Epinephelus maculatus
Epinephelus maculatus is een straalvinnige vis uit de familie van de Zaag of Zeebaarzen. De soort komt voor in het oosten, westen en het noordwesten van de Indische Oceaan en het zuidwesten van de Grote Oceaan op diepten van 2 tot 100 meter. De maximale lengte is 60 centimeter.